# Giornalismo di guerra
Il giornalismo di guerra è la branca del giornalismo che si occupa di descrivere e raccontare le vicende belliche attraverso inviati e corrispondenti di guerra.
Il giornalismo incorporato, sviluppatosi soprattutto a partire dagli anni 2000, è una forma di giornalismo di guerra che permette al giornalista di raccontare il conflitto dal punto di vista del soldato, ma le informazioni corrono il rischio di essere filtrate dalla parte militare cui si è aggregati. Offre, però il vantaggio di una maggiore sicurezza per il giornalista medesimo.

## Sinossi storica
Uno dei primi esempi può esser considerato Gaio Giulio Cesare, che svolse il ruolo dell’inviato di guerra, scrivendo i suoi commentari, il “De Bello Gallico” e “De bello civili”. Il primo reporter della storia però è considerato Erodoto: "Non è soltanto lo storico da tutti riconosciuto, è anche il giornalista che per primo ha capito l’importanza di andare verso i luoghi dove si svolgono i fatti e intervistare la gente", ha detto il giornalista Rai Paolo Bolano, durante un incontro a Reggio Emilia in cui veniva trattato il tema del reportage. Erodoto infatti, fu autore delle “Storie”, che raccontavano le cause e le vicende della guerra fra le poleis della Grecia e l’impero persiano. Fece una narrazione con metodo, simile all’ “andare-vedere-raccontare” tipico del giornalismo. Ad innescare l’esplosione della stampa periodica in tutta Europa fu la Rivoluzione Francese. Aumentò il numero di giornali e riviste, ma soprattutto, l’interesse da parte del pubblico per le notizie. A questa altezza però, non si può parlare ancora di giornalismo: i giornali, infatti, non erano realtà editoriali solide e autonome che operavano su una base commerciale e professionale. In Italia erano principalmente organi di comunicazione politica, legati a fazioni, autorità, singoli personaggi, e dedicati a combattere battaglie politiche piuttosto che a fare informazione.  Il giornalismo si conformava come battaglia di idee, rispetto alle quali i fatti, le notizie, assumevano un ruolo secondario. La cronaca di guerra era estremamente faziosa, ciò di più lontano dalla obiettività. A scrivere delle operazioni belliche sui giornali erano in pratica ufficiali e generali, che quindi raccontavo le battaglie, esaltando ciò che li favoriva e nascondendo ciò che poteva danneggiarli. Non esisteva ancora la figura dell'inviato che si reca personalmente nelle zone delle operazioni, raccogliendo informazioni imparziali e cercando di descrivere i fatti esattamente come si erano svolti. I giornali dell’epoca facevano riferimento a quanto riportato nelle lettere degli ufficiali e soprattutto si limitavano a stampare i bollettini inviati dai quartieri generali.
Ulteriore limite alla narrazione dei fatti era dovuto alla censura, che i governi imponevano sulla stampa. Una pesante spada di Damocle pesava sui giornalisti, che erano più che altro funzionari di corte. La prima grande ondata di informazione “di guerra” che attraversò l’Europa, però, fu contemporanea all’epopea napoleonica, che scosse il continente con travolgenti conflitti armati. Uno dei maggiori “giornalisti di guerra” dell'epoca fu Napoleone stesso, che divenne espressione di una informazione bellica “soggettiva” e di parte. Il giornalismo e dei giornali assumono una nuova veste: mezzi per promuovere la sua persona e per esercitare il controllo sulle notizie trasmesse. Nonostante la narrazione delle sue imprese fosse sottoposta a manipolazione, il successo giornalistico del condottiero francese era dovuto alla realtà delle sue vittorie militari. Vi è dunque un principio di realtà, davanti a cui anche la manipolazione più estrema è costretta ad arrendersi. Questi resoconti possono essere considerati forme embrionali di giornalismo di guerra. Mancano di imparzialità, distacco critico, “terzietà” dell’autore. Non c’è sistematicità di raccolta delle informazioni, né continuità nella “coperta” degli eventi. Sono comunque importanti come primi esempi di cronaca di vicende belliche relativamente tempestiva, rivolta ad un pubblico interessato alle notizie, attraverso giornali di diffusione notevole per l’epoca.
Risalente all’età napoleonica è Henry Crabb Robinson, inviato dal “Times” di Londra a seguire la campagna di Napoleone contro la Prussia, all’inizio dell’Ottocento. <Ci racconti come vince le battaglie quel piccolo imperatore francese. Le guerre dall’altra parte del Canale sono piuttosto singolari>, aveva detto il direttore a Robinson. Ma si rivelò un fallimento. Viene generalmente riconosciuto come padre del mestiere William Russell, che nel 1854 fu mandato dal direttore del “Times”, a raccontare la guerra di Crimea. Per la prima volta un quotidiano inviava un proprio dipendente fisso a seguire con continuità un'operazione militare. Cominciò a scrivere tutto, rompendo la verità codificata. Russell si aggirava tra le truppe, visitava gli accampamenti e le postazioni e diventava testimone oculare di ogni fatto significativo. Il suo merito maggiore fu che, per la prima volta, riuscì a raccontare gli eventi bellici dal punto di vista giornalistico e non da cittadino di un Paese che era parte in causa nella guerra. Riuscì a fornire un’informazione che mirava ad essere fattuale ed obiettiva, anche a costo di risultare “scomoda”. Russell inventò la professione di reporter di guerra. Fino ad allora le cronache belliche erano superficiali, scritte da ufficiali o generali oppure messe insieme da giornalisti che riprendevano testimonianze più o meno attendibili. La stampa faceva da cassa di risonanza al governo. In questi primordiali esempi di giornalismo di guerra, non mancava certo la guerra, ma mancava il giornalismo. Un giornalismo inteso come raccolta e diffusione di notizie effettuata in modo obiettivo, imparziale, onesto, svolto da professionisti che sono “terzi” rispetto alle parti in causa e si rifanno a fonti plurime e attendibili, nell’interesse di un pubblico a cui si sentono vincolati da un patto di fiducia. Il giornalismo di guerra si è evoluto solo nell’arco di diversi secoli, conoscendo uno sviluppo graduale, influenzato da più fattori: lo sviluppo delle pratiche professionali e del mercato editoriale; le trasformazioni delle tecniche belliche; le politiche delle autorità civili e militari per cercare di manipolare l’informazione.
E’ nei giornali quotidiani degli Stati Uniti, nella prima metà del XIX secolo, che nasce il reportage moderno, figlio del giornalismo del XIII secolo, quando il giornale era un bollettino d’informazione locale. Il termine reportage deriva dall’inglese “to report”, ossia “riportare”, azione richiesta agli inviati speciali, giornalisti mandati in luoghi interessati da un particolare evento. Questo genere giornalistico si affermò quando la stampa divenne il principale mezzo di informazione, con la Penny Press. Come anno di nascita di questo fenomeno, viene solitamente indicato il 1833. Il “ New York Sun”, diretto da Benjamin H. Day, fu il primo quotidiano ad inviare i propri giornalisti all'interno delle fabbriche e dei distretti di polizia, per cogliere la cronaca cittadina. I contenuti riguardavano storie di vita quotidiana, collocato in un contesto di denuncia e di pretesa di rappresentazione del reale. Il reportage, come lo intendiamo oggi, nasce all'interno del contesto della società di massa, con le prime tecnologie moderne. L’informazione non era più rivolta agli interessi di una ristretta cerchia, ma si è proiettata verso un pubblico più ampio, che coinvolgesse tutti i cittadini. Alla fine del XIX secolo i giornali italiani avevano una composizione ancora acerba. La maggior parte di chi vi lavorava erano ufficiali del Regio Esercito, dunque fu inevitabile la compenetrazione tra il mondo giornalistico e quello militare. Ancora però non vi era la mentalità del “viaggio”. Solo con il sorgere della “questione d’Oriente” nei Balcani, il “Corriere della Sera” inviò due dei suoi corrispondenti, Marco Antonio Canini, sul fronte russo e Gustavo Minelli in Turchia. Fu però quando cominciò l’avventura coloniale in “terra d’Affrica” che iniziò la storia dei corrispondenti di guerra italiani. Tra coloro che sono passati alla storia vi è senza dubbio Luigi Barzini, che riuscì addirittura a “scalzare” Russell. Non solo lo storico collaboratore del “Corriere della Sera” è considerato il più grande inviato di guerra italiano, ma la sua fama ha scavalcato i confini nazionali.
Gli scoop in giro per il mondo, lo stile di scrittura moderno, le guerre che visse e raccontò in diretta, lo portarono in breve tempo ad essere uno dei reporter più stimati. Ed è proprio con Barzini, al “Corriere della Sera”, che arrivò in Italia un nuovo modo di vedere e interpretare l'informazione. Negli anni in cui  ha operato, si era inaugurata una nuova era per il giornalismo italiano. Con la seconda rivoluzione industriale si erano diffuse innovazioni tecnologiche determinanti nel settore editoriale, tra cui la rotativa, nuova macchina a stampa che permise l’aumento delle tirature dei giornali. Combinandosi con i nuovi metodi di produzione di carta semi-pregiata, quindi più economica, e con la composizione a caldo, si aprì la strada alla nuova stampa di massa. Una nuova generazione di quotidiani a basso prezzo, rivolti a un pubblico più ampio. Per i giornali fu una vera “età dell’oro”. Con l’introduzione del telegrafo, il migliore giornalista divenne colui che era capace di procurarsi le informazioni e trasmetterle prima degli altri. Nacque la frenesia dello scoop, della notizia in esclusiva. In questa età dell’oro, il giornalismo di guerra ebbe una posizione di primo piano e la figura principe era quella dell’“inviato speciale”, il reporter che viaggia per il mondo raccontando vicende eccezionali. Si crea il mito dell'inviato di guerra, intrepido e instancabile, che rischia la vita per essere testimone dei combattimenti. Una figura romantica e stereotipata che ancora oggi, in parte, sopravvive. Nel contempo anche le guerre erano cambiate. Nella nuova era tecnologica, tendevano ad assumere una natura e una proporzione diversa rispetto al passato, guerre industriali di massa. Il war reporting inizialmente, continuò a basarsi su modelli del passato. In questo momento storico, la censura era scarsa e poco efficace. I cronisti di guerra godettero di libertà notevoli e questa circostanza contribuì a rendere il periodo particolarmente glorioso per la loro attività.
"Non posso raccontare come si muoia al fronte standosene seduto in albergo, lontano dalla battaglia. Che ne so di come si sta in un assedio, di come si svolge la lotta, di quali armi abbiano i soldati, di quali vestiti indossino, di che cosa mangino e che cosa provino? Bisogna capire la dignità degli altri, accettarli e condividere le loro difficoltà. Rischiare la vita non basta. L’essenziale è il rispetto per le persone di cui si scrive". Ryszard Kapuscinski.

## La prima guerra mondiale

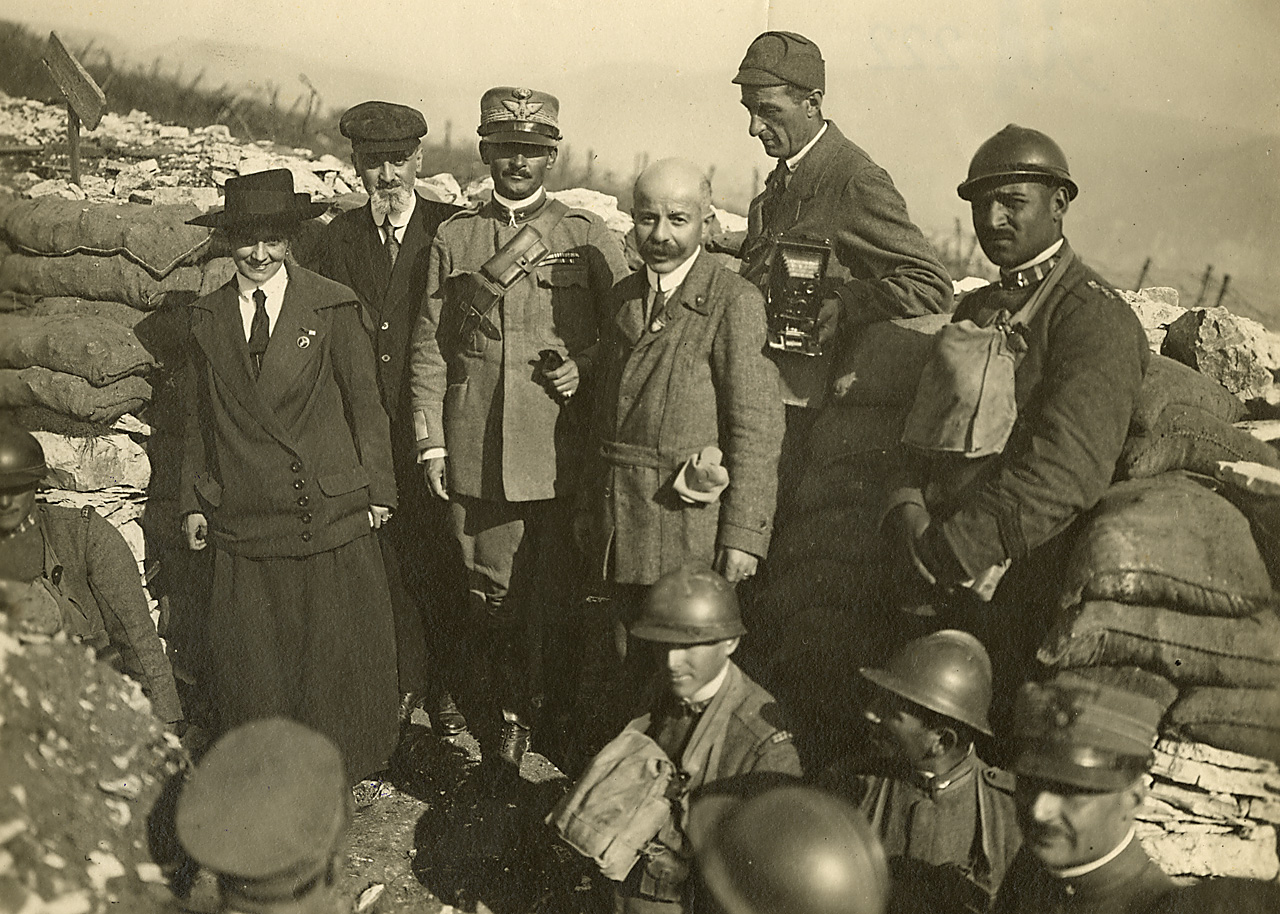
Fotoreporter in una trincea italiana durante la prima guerra mondiale

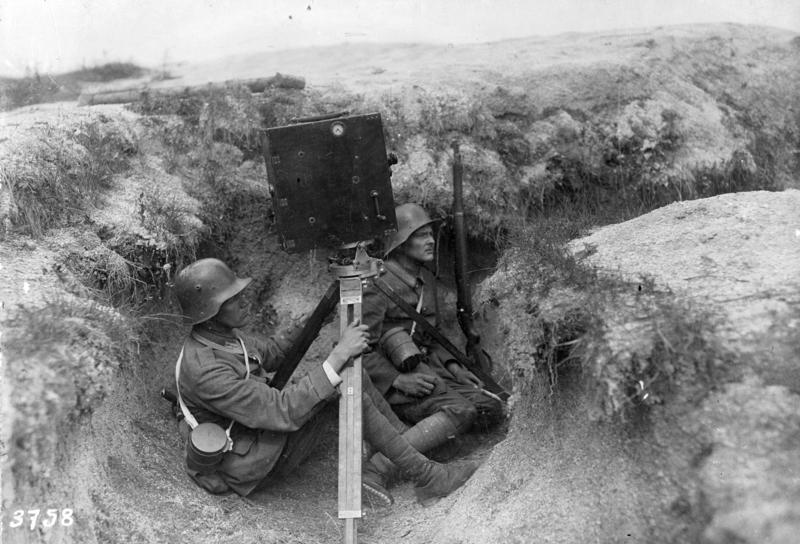
Corrispondenti di guerra tedeschi in trincea nel 1917

Durante la prima guerra mondiale si ebbe un giornalismo di guerra molto deludente. Si trattò, infatti, di un giornalismo quasi completamente di parte.
In Italia, ad esempio, la maggior parte della popolazione era contraria all'entrata in guerra. La stampa, però, ebbe un ruolo fondamentale nel creare la sensazione che gli interventisti fossero la maggioranza della popolazione. Anche Benito Mussolini intuì che la stampa era il modo migliore per far credere al popolo italiano che entrare in guerra fosse una cosa giusta e necessaria, e creò appositamente il giornale "Il Popolo d'Italia".
Riguardo alla disfatta di Caporetto, la vicenda fu raccontata in modo molto frammentato e confuso, poco o nulla fu detto della reale perdita che gli italiani subirono quel giorno. Come non fu detto nulla del nascere di movimenti all'interno della popolazione contrari alla guerra. L'opinione pubblica cominciò a diffidare molto dai giornali, ma, nonostante tutto, in tempi di guerra le tirature avevano un netto incremento. Questo fenomeno non riguardò solo l'Italia, ma tutti gli stati. L'unica fonte attendibile di informazioni furono i giornali americani, ma soltanto fin quando non entrarono in guerra, quando prevalse il patriottismo sull'imparzialità.
Tra le figure del periodo più importanti, si ricorda Luigi Barzini, già famoso per i suoi eccezionali articoli della guerra Russo-Giapponese. Arrivato a Parigi il 20 agosto, il reporter riuscì a prendere il treno che collegava la capitale a Bruxelles che stava subendo l'avanzata tedesca, e descrisse in modo impeccabile il suo avvincente viaggio anche se fu fermato a 10 km da Bruxelles.
Altro articolo è quello in cui Floyd Gibbons narrò l'affondamento del piroscafo Laconia, su cui egli stesso era imbarcato. Salvatosi e arrivato a terraferma, Gibbons riuscì a pubblicare il suo articolo già il giorno dopo. Fu un articolo che ebbe risonanza mondiale e fu decisivo nel far entrare gli Stati Uniti in guerra contro la Germania. Tuttavia, questi articoli sono esperienze personali dei giornalisti, più che resoconti veri e propri di ciò che accadeva durante la guerra.

## La guerra civile spagnola
La guerra civile spagnola fu raccontata in modo molto parziale dalle due parti contrapposte: da una parte, il totalitarismo di Francisco Franco, dall'altra lo schieramento repubblicano democraticamente eletto. Nemmeno giornalisti del calibro di Ernest Hemingway sono riusciti ad essere totalmente imparziali. Molti di loro parteciparono attivamente alla guerra, arruolandosi nell'esercito repubblicano, tra cui Eric Arthur Blair, meglio noto come George Orwell. Egli fu uno dei pochi che raccontò le vicende di guerra con grande imparzialità. Non mancò di criticare i repubblicani di cui egli stesso faceva parte, e partecipò attivamente alla guerra. Nonostante il giornalismo non fu imparziale, durante la guerra civile spagnola si assistette all'esordio di giornalisti che passeranno alla storia. Si tratta di personaggi come Robert Capa, George Steer e l'italiano Indro Montanelli.
Le due fazioni ebbero modi molto diversi di raccontare le vicende di guerra. Mentre i filo-franchisti esaltavano la forza e la tenacia dei propri soldati, i filo-repubblicani esaltavano le qualità morali e l'eroismo del proprio esercito. La stampa franchista non mancò di demonizzare gli avversari incolpandoli di gesta spesso non vere o ingigantite. La sconfitta dei repubblicani sarà causata poi da divisioni interne che portarono anche a scontri interni.

### Il bombardamento di Guernica
Uno dei maggiori articoli della storia del giornalismo di guerra è opera del cronista britannico George Steer. Il 26 aprile 1937 aerei tedeschi distrussero la cittadina di Guernica con una serie di bombardamenti. Il giornalista, che si trovava in un villaggio vicino, vide gli aerei passare, e poco dopo, una cortina di fumo alzarsi dalla città. Arrivato sul posto Steer vide davanti a sé una città quasi completamente distrutta dai bombardamenti. Pur non avendo assistito direttamente all'accaduto, riuscì a ricostruire il tutto grazie alle testimonianze raccolte. Il giorno dopo attaccò con dure parole i tedeschi e i franchisti per aver attaccato una città con soli civili, una città di cultura e senza alcun potenziale bellico. Un vero e proprio crimine contro dei poveri civili. I franchisti a loro volta risposero che erano stati gli stessi repubblicani a distruggere la città per poter far ricadere le colpe su di loro. La verità è però che furono i franchisti ad ordinare l'attacco per demoralizzare i nemici.
L'articolo di Steer è uno dei maggiori esempi di giornalismo mai visti, per chiarezza, fondatezza ma soprattutto per la scoperta di un crimine così grave.

### Hemingway, Capa e Montanelli
Altri eccellenti giornalisti che seguirono il conflitto spagnolo furono lo statunitense Ernest Hemingway, Robert Capa (considerato il più grande fotoreporter della storia) e l'italiano Indro Montanelli che all'epoca si stava affermando come uno dei migliori giornalisti italiani.
Hemingway partecipò attivamente alla guerra dalla parte dei repubblicani. Egli, già celebre scrittore, scrisse degli articoli eccezionali in quanto rimandavano al lettore la sensazione di trovarsi in guerra. Tuttavia, la sua simpatia per i repubblicani era molto forte, e i suoi servizi non sempre furono imparziali.
Robert Capa, invece è passato alla storia per una celebre fotografia di guerra: riuscì a riprendere il momento esatto in cui un miliziano viene colpito. Molti sono stati i dubbi sulla veridicità della fotografia. Il fatto che Capa fosse così vicino alla scena e che egli stesso non abbia mai chiarito la questione hanno sollevato molti dubbi. Alcuni indizi però, dimostrano che la foto è reale. Infatti, il miliziano ritratto nella foto è stato riconosciuto dal fratello, che ha confermato che la sua morte è avvenuta il giorno stesso in cui è stata scattata la foto. Durante la seconda guerra mondiale, Capa riuscirà a ripetersi e a scattare fotografie di guerra di valore inestimabile.
Indro Montanelli, pur essendo schierato dalla parte dei franchisti  (in quel periodo tutti i giornalisti italiani e la stampa erano completamente fascistizzati) riuscì a raccontare in modo imparziale gli eventi della guerra. Questo gli provocò non pochi problemi: per un articolo sulla Battaglia di Santander (14 agosto - 1º settembre 1937) venne espulso dal partito fascista e dall'ordine dei giornalisti. Tuttavia l'anno seguente tornò alla sua professione, raccontando per il Corriere la guerra russo-finlandese.

## La seconda guerra mondiale
La più grande guerra della storia è stata anche quella che ha avuto la maggior copertura giornalistica. Infatti furono circa 3000 i giornalisti che seguirono le operazioni militari sui vari fronti, ma si tratta di una piccola parte degli innumerevoli giornalisti che si occuparono del conflitto all'interno delle redazioni. Anche se il maggior medium di comunicazione rimasero i giornali, ebbero elevata importanza anche altri media come la radio, che iniziò la sua diffusione negli anni venti, i film di propaganda e i cinegiornali, spesso proiettati prima degli spettacoli cinematografici. Le tirature dei giornali aumentarono fortemente e gli articoli degli inviati più famosi venivano divorati da milioni di lettori.

### L'informazione in Germania ed Italia
La Germania creò un poderoso apparato di manipolazione dell'opinione pubblica e di propaganda, guidata da Joseph Goebbels, esperto di comunicazione e fanaticamente fedele a Hitler. Goebbels aveva a disposizione un numero impressionante di grafici, giornalisti, fotografi e produttori cinematografici per controllare il morale delle truppe e del popolo. Il fatto che più fu tenuto segreto fu la Shoah, lo sterminio degli ebrei. In Germania la rivista che raccontò meglio la guerra dalla parte dei tedeschi con articoli e immagini dei corrispondenti di guerra fu Signal.
In Italia, invece, Mussolini aveva completamente fascistizzato la stampa e la radio. Direttori e giornalisti vennero convocati a Roma prima della guerra per ricevere le direttive riguardo a ciò che i giornali dovevano e non dovevano scrivere. Dunque, l'informazione era quasi completamente falsata. Vennero tenute nascoste le sconfitte nei Balcani, addirittura non venne menzionato l'intervento dei tedeschi che vennero in aiuto degli Italiani.
Molti giornalisti italiani furono al seguito delle truppe, da Montanelli a Barzini a Malaparte.

### L'informazione in Gran Bretagna e Stati Uniti
La situazione in Inghilterra e negli Stati Uniti fu in parte diversa. In Inghilterra le ragioni della guerra erano giustificate dal fatto che Hitler voleva conquistare il mondo. Il consenso era quindi già consolidato. I giornalisti ebbero gran libertà, e anche se non tutto fu permesso, in Inghilterra si ebbe comunque una copertura molto più veritiera che in ogni altro Stato. I bombardamenti da parte dei tedeschi su Londra, per esempio, non furono mantenuti segreti: se da un lato potevano demoralizzare la popolazione, da un altro aumentavano il suo disprezzo verso i tedeschi, e di conseguenza potevano aumentare la voglia di combattere e di resistere.
Negli Stati Uniti si ebbe una copertura neutrale e veritiera fino all'entrata in guerra, poi fu instaurato un vero e proprio organo di controllo dell'informazione e manipolazione dell'opinione pubblica. Ogni fotografia o articolo doveva superare il controllo di un apposito centro di censura e propaganda prima della pubblicazione. I giornali americani presentarono la guerra come "perfetta", condotta senza alcun errore. In realtà non fu così. Già in occasione dell'attacco a Pearl Harbor, ad esempio, le autorità mentirono deliberatamente riguardo alle reali perdite americane. Anche gli Stati Uniti, però, ebbero una copertura giornalistica decisamente migliore di quella italiana e tedesca.
Nonostante tutto, si ricordano alcuni esempi storici di giornalismo, come le corrispondenze radiofoniche di Edward R. Murrow sul "London Blitz", cioè la campagna di bombardamenti della Luftwaffe su Londra. Murrow Descrisse in modo dettagliatissimo il modo in cui i civili furono deliberatamente colpita dalle bombe dei tedeschi, rischiando in molte occasioni la vita essendo presente sul posto durante i collegamenti radio.
Tra gli italiani si ricordano le corrispondenze di Curzio Malaparte e Indro Montanelli. Montanelli, già famoso giornalista, riuscì a scrivere grandi articoli grazie alla capacità di raccontare la tragicità della guerra attraverso le esperienze personali dei soldati. Malaparte, invece, più amante dello scandalo, seguì le guerre sul fronte russo. I russi furono descritti da Malaparte come i più forti e tenaci, coloro che meglio contrastavano i tedeschi.
La battaglia che ebbe la massima copertura fu lo sbarco in Normandia. Per i reporter era la storia perfetta: un enorme attacco combinato concentrato in un luogo preciso. I giornalisti, per seguire questa battaglia, dovevano essere con i soldati, e cioè, nel bel mezzo della battaglia. Con grande coraggio, furono moltissimi i giornalisti che seguirono la battaglia. Robert Capa riuscì a scattare delle foto di eccezionale valore, ma a causa di un errore dello sviluppatore, quasi tutti su 106 scatti andarono persi.

### La Shoah
Uno dei maggiori crimini di guerra della seconda guerra mondiale è sicuramente quello della Shoah. Circa 5 milioni di persone tra ebrei, omosessuali, zingari e avversari politici furono deportati, costretti ai lavori forzati e uccisi con tecniche di sterminio come camere a gas. Non solo la stampa tedesca, ma anche quella italiana, nascose al mondo quello che realmente stava accadendo nei lager nazisti. Solo Curzio Malaparte scrisse un articolo riguardante la deportazione degli ebrei, ma fu un argomento che non apparve mai sulle prime pagine dei giornali.

### La bomba atomica
Il 6 agosto 1945 il presidente Harry Truman diede ufficialmente l'annuncio dell'uso dell'ordigno nucleare. Un anno dopo lo sgancio della bomba, un giornalista del "Daily Express" di Londra raggiunse la città distrutta e raccontò gli effetti devastanti della bomba. L'inviato di punta del "New Yorker" John Hersey riuscì a dimostrare che l'esplosione della bomba atomica ebbe degli effetti radioattivi. Hersey raccontò la storia di sei persone comuni, che miracolosamente sopravvissero alla bomba atomica. Ancora oggi "Hiroshima" è considerato uno degli articoli più celebri della storia.

## Nei conflitti di fine XX secolo

### La guerra in Vietnam
Il giornalismo di guerra durante la guerra del Vietnam verrà ricordato come il migliore della storia. Un giornalismo che è riuscito a decidere le sorti di una guerra, smascherare le menzogne della Casa Bianca e raccontare alcuni atroci crimini di guerra americani. Numerosi furono i reporter che con coraggio, grazie al potere comunicativo della televisione, mostrarono agli americani ciò che realmente stava accadendo in Vietnam.
In un primo momento gli Stati Uniti non effettuarono alcun controllo sull'informazione in quanto, dopo la seconda guerra mondiale e la guerra di Corea, ci si aspettava un'autocensura da parte dei giornalisti. Non fu esattamente così.
Nel 1960, all'inizio della guerra, alcuni giornali dichiararono apertamente la necessità di bloccare l'avanzata del comunismo in Asia. I primi articoli "contro" arrivarono dall'Europa, soprattutto da Francia e Italia che denunciarono subito le atrocità degli americani.
Alla fine degli anni sessanta l'informazione divenne più neutra, mentre negli anni settanta cominciò ad avere un tono sensibilmente negativo. I giornalisti denunciarono soprattutto le menzogne della Casa Bianca, che affermavano giorno dopo giorno di essere ad un passo dalla vittoria, mentre la verità era che molti soldati americani, giovanissimi, vennero uccisi e che una quantità immensa di denaro venne spesa per una guerra insensata.
Negli anni sessanta si diffuse in modo capillare un nuovo potentissimo medium: la televisione. Gli americani, per la prima volta, ebbero la possibilità di vedere le immagini di guerra direttamente dal salotto di casa. La TV però fu meno attendibile rispetto ai giornali. Infatti, solo in poche occasioni furono mostrati cadaveri e sangue. Suscitò scandalo un video emesso dalla Cbs nel 1966 in cui gli americani incendiavano un villaggio di civili, ben visibili mentre venivano circondati dalle fiamme. Le autorità cercarono di giustificare l'evento con varie scuse e il presidente Johnson telefonò al direttore dell'emittente accusandolo di aver "sparato sulla bandiera americana". Fu una delle poche eccezioni, ma riuscì a dare agli americani un'immagine più realistica di ciò che realmente stava accadendo in Vietnam.
Per la prima volta in Vietnam scese in campo un giornalismo firmato in parte da donne. Un illustre precedente, è costituito da Anne O'Hare McCormick, prima donna vincitrice del Premio Pulitzer nel 1937 per le sue corrispondenze dall'Europa, che fu corrispondente di guerra per il New York Times negli anni della seconda guerra mondiale. In Vietnam, spesso, le donne riuscirono in esempi giornalistici di valore impressionante. Circa 70, fu il numero accreditato di giornaliste in Vietnam. Tra le non americane spicca il nome di Oriana Fallaci, che scriveva per "L'Europeo". La Fallaci riuscì a far emergere la drammaticità della guerra attraverso incontri con diverse persone. Di risonanza mondiale furono le sue interviste al massimo esponente nord-vietnamita, il generale Võ Nguyên Giáp, e con il presidente sud-vietnamita Thieu.

### La guerra del Golfo del 1991
La prima guerra del golfo fu la prima guerra in cui fu praticato il "News Management". A detta di molti giornalisti, fu l'esperienza più frustrante della loro carriera. Il numero di giornalisti fu grandissimo: circa 1400. L'informazione, venne però gestita con estrema efficacia dai nuovi apparati. I reporter ebbero moltissime restrizioni, infatti non seguivano direttamente la guerra, ma erano condotti in luoghi lontani dalle operazioni militari: per loro dare un resoconto obiettivo e reale divenne praticamente impossibile. La guerra, che fu la prima il cui inizio fu seguito in diretta televisiva, fu presentata come se nessuno avesse perso la vita. Sia nei giornali che per la TV, non fu quasi mai mostrata una vittima, o un'operazione militare.
Pochissimo fu detto delle bombe sganciate dagli USA sugli iracheni. Le "smart bombs", bombe in grado di colpire esattamente il bersaglio inquadrato nei mirini degli aerei, con cui gli americani vantavano di evitare così qualsiasi vittima civile, furono solo il 7% di quelle sganciate, e spesso non erano totalmente efficaci. Tutte le altre erano bombe di distruzione di vaste aree, tra cui le bombe a grappolo, cioè minuscoli ordigni in grado di esplodere a molti giorni di distanza, e le bombe aerosol, ordigni che creano una grosse nube di fuoco capace di risucchiare l'ossigeno dell'aria, uccidendo così per asfissia chiunque si trovi nel loro raggio d'azione, non furono nemmeno menzionate alla stampa, che rimase all'oscuro di tutto.
La giustificazione della guerra da parte degli Stati Uniti fu di "ripristinare la legalità" dopo l'invasione del Kuwait da parte di Saddam Hussein. Nei mesi precedenti la guerra, Saddam Hussein fu demonizzato in modo ricorrente dalla stampa statunitense. Il suo esercito venne presentato come uno dei maggiori al mondo, e inoltre era ricorrente la denuncia riguardo alla concreta possibilità che Hussein fosse in possesso di armi nucleari. Notizia che invece era infondata. Al culmine della demonizzazione ci fu il paragone tra Saddam Hussein e Hitler, esplicitamente espresso dal presidente statunitense George W. Bush.

### I conflitti in Africa
Negli anni '80 e '90 diversi conflitti esplosero in Africa. Fra gli inviati che li raccontarono, vi trovarono la morte i giornalisti italiani Almerigo Grilz in Mozambico e Ilaria Alpi, con il cineoperatore Miran Hrovatin, in Somalia. Sempre in Somalia perse la vita Marcello Palmisano mentre la collega, Carmen Lasorella, riuscì a sopravvivere.

### Le guerre balcaniche
Durante la guerre balcaniche, la stampa è stata usata soprattutto come strumento di propaganda. I media della ex Jugoslavia ebbero un ruolo fondamentale nell'aumentare l'odio tra le varie popolazioni. I TG, giorno dopo giorno, si accusavano di violenze, piani mortali, violenze di ogni genere, notizie tendenziose ad alimentare odio verso l'avversario.
Da parte dei media occidentali, invece, la copertura della guerra Bosniaca si concentrò sulla dimensione umana del conflitto. Da una parte fu un fatto meritorio, in quanto descriveva le sofferenze della popolazione, ma anche strumentale, perché mirava ad attrarre il pubblico con situazioni strazianti e commoventi più che illustrare il conflitto in tutte le sue dimensioni: sociali, militari, politiche, internazionali. Le popolazioni slave si sentirono tradite dall'indifferenza dell'Europa e dell'Onu.

### La guerra del Kosovo
Tipica guerra "invisibile" è quella del Kosovo. Indubbiamente molto seguita con reportage e servizi, l'informazione fu però molto imprecisa e parziale.
La stampa internazionale venne espulsa, a parte casi eccezionali. In Italia si ricordano le corrispondenze del giornalista della RAI Ennio Remondino, che fece più di 2000 dirette televisive in 79 giorni di bombardamenti NATO, e il giornalista Toni Capuozzo di Fininvest (l'odierna Mediaset).
Anche in Kosovo, il "News Management" riuscì a controllare quasi completamente l'informazione. Ad esempio fu ripresa l'espressione "danni collaterali" per indicare l'uccisione di civili da parte dei bombardamenti della NATO. Un esempio è quello del "treno di Gradelica", cioè un treno di civili colpito per sbaglio da un aereo NATO. Per nascondere questa strage la NATO dichiarò che durante le missioni vi furono appunto dei "danni collaterali". I Kosovari che fuggirono dalla loro terra raccontarono di stragi subite dai serbi, addirittura di pulizia etnica. In realtà le cose andarono diversamente: i Serbi furono sicuramente causa di crimini di guerra, ma i Kosovari scapparono dalla loro terra soprattutto per la paura della guerra e delle bombe che la NATO scaricò sulla Serbia.
Come per Saddam Hussein, Slobodan Milošević venne demonizzato dalla stampa come carnefice del popolo Kosovaro.

## Nel XXI secolo

### La guerra in Afghanistan del 2001
Le ragioni della guerra al terrorismo furono ovvie, non servì alcuna giustificazione: gli attentati dell'11 settembre 2001 non solo furono causa di circa 3000 vittime americane, ma un pesantissimo colpo all'economia USA.
Anche questa guerra, come quella del golfo del 1991, fu controllata ai massimi livelli dal "News Management". Si ebbe una visione della guerra estremamente confusa. Infatti, è stata una guerra prevalentemente combattuta con lanci di missili e missioni aeree, impossibili da seguire per i giornalisti. Non solo il "News Management", ma nemmeno i nemici, cioè i Talebani, permettevano ai giornalisti di assistere agli scontri o di rimanere nella loro terra. La situazione che si venne a creare è tipica dei paesi arretrati. Fu impossibile valutare, o criticare alcuna missione militare. Caso eccezionale fu la missione di terra "Operazione Anaconda", in cui il Pentagono autorizzò una troupe della Cnn e una dell'Afp a seguire la missione con i militari.
I bombardamenti della NATO furono causa di migliaia di vittime civili, ma queste stragi, a parte qualche eccezione, non furono mai rivelate al pubblico.
Gli americani raddoppiarono gli sforzi di propaganda instaurando un vero e proprio "ufficio di bugie", che però fu smascherato dal "New York Times" e costretto allo smantellamento.
Tra i giornalisti italiani spiccano il fotoreporter Elio Colavolpe e l'inviata del Corriere della Sera Maria Grazia Cutuli, che fu uccisa da una banda armata, poco dopo aver scoperto un clamoroso scoop: un campo di addestramento di terroristi che stavano lavorando ad armi chimiche.
Il governo USA sollecitò esplicitamente l'informazione americana affinché facesse apparire la guerra come "positiva" e "giusta". Il 91% degli americani era a favore della guerra, e i crimini commessi da Al-Qaeda annullarono qualsiasi giustificazione politica. Le TV americane risposero usando toni ultrabellicosi, come la Fox. La Cnn, invece, raccontò pochissimo sulle vittime afghane, e si impegnò soprattutto a ricordare che tutte le sofferenze della guerra erano colpa dei talebani. I videomessaggi che Bin Laden trasmetteva e inviava erano spesso dei riassunti di quelli reali, o venivano editi e rimaneggiati.

### La guerra d'Iraq del 2003

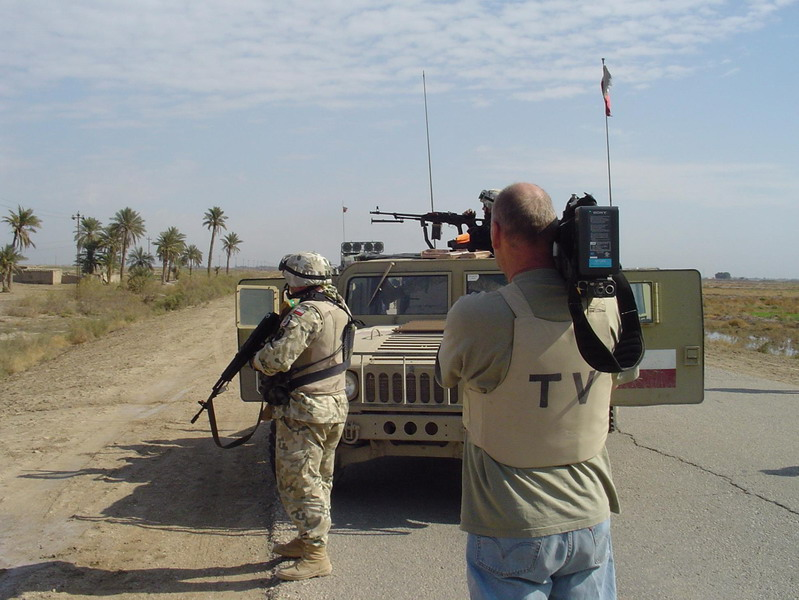
Troupe televisiva polacca in Iraq

Le reali motivazioni per cui l'amministrazione Bush ha voluto invadere l'Iraq e abbattere il regime di Saddam Hussein restano per certi versi un enigma. L'ipotesi dei pozzi petroliferi risulta troppo semplicistica: con molta probabilità una motivazione importante fu il desiderio statunitense di estendere le loro basi nei paesi arabi. Un'altra ipotesi, meno probabile, è che Bush volesse continuare l'opera iniziata dal padre nel 1991. Altre ipotesi, invece, affermavano che Saddam era in possesso di armi chimiche, batteriologiche e persino nucleari. I commissari ONU, però, non trovarono nulla di tutto ciò. Di certo è una guerra che si colloca nel quadro della "guerra al terrore" iniziata in Afghanistan. Infatti, era molto in voga l'ipotesi che Saddam Hussein fosse implicato nella strage dell'11 settembre. L'immagine di Saddam Hussein venne costantemente demonizzata dai media americani. Il crimine su cui la Casa Bianca puntò maggiormente fu il possesso di armi di distruzione di massa. La stampa seguì il governo senza alcun distacco critico.
Tuttavia, anche in Europa iniziarono movimenti pacifisti contrari alla guerra. I media, però, vi diedero poco risalto. Quasi mai la popolazione fu informata dai giornali di questi movimenti.
Assai più sanguinoso risulta il dopoguerra rispetto alla guerra stessa. Secondo una rivista inglese di medicina "The Lancet", le vittime causate dalla guerra in Iraq si aggirano tra i 300 e i 600 000. In questo periodo, la maggior parte dei reporter ha lasciato l'Iraq, diventato un posto pericolosissimo per gli occidentali. Due reporter italiani, Giuliana Sgrena ed Enzo Baldoni, furono rapiti da gruppi guerriglieri. La Sgrena fu liberata, mentre Enzo Baldoni fu ucciso mentre cercava di testimoniare l'assedio di Fallujah.
In patria ed in Iraq i reporter cominciarono ad assumere un atteggiamento ben più critico verso la guerra. L'atto di denuncia più forte è stato lo scandalo della prigione di Abu Ghraib, ad opera del "New York Times". Qui, i militari Stati Uniti fecero delle vere e proprie violenze, sessuali e psicologiche, ai detenuti che erano accusati di essere terroristi. Mentre Fox News sosteneva insistentemente la "war on terror", la Cnn prese una posizione più distaccata e critica. La stampa, in generale, si era progressivamente liberata dai condizionamenti dei governi.

## Il rapporto con la censura e la politica
Alle origini del giornalismo di guerra non erano stati ancora instaurati degli apparati per controllare l'informazione. Durante la guerra di Crimea ci fu un primo sforzo di manipolare l'informazione, dopo che le notizie ritenute inopportune dal governo che arrivavano da William Russel, grazie a un fotografo, Roger Fenton, che fu incaricato espressamente di fornire un'immagine opposta dell'andamento della guerra. Fenton spedì in patria una serie di fotografie in cui i soldati inglesi apparivano ben vestiti ed equipaggiati, efficienti ed ordinatamente disposti ai cannoni e alle postazioni.
In seguito, i governi usarono la potenza dei media per consolidare il consenso interno della popolazione e manipolare in modo estremo l'informazione. Se la censura era già praticata da secoli, la propaganda raggiunse con il primo conflitto mondiale vertici del tutto nuovi. Tipica, fu ad esempio la minimizzazione delle sconfitte e l'esaltazione delle vittorie. Sono i governi ad assumersene in prima persona il compito della propaganda, coinvolgendo nello sforzo intellettuali e giornalisti, utilizzando le tecnologie più avanzate, adottando metodi della pubblicità che influenzavano la psicologia collettiva (il terrore per un nemico “disumano”; il bisogno dell'individuo di identificarsi in un'entità superiore come la nazione; l'anelito a vita eroica e non mediocre). La guerra fu presentata essenzialmente come inevitabile scontro difensivo in cui una gioventù eroica si immolava per il bene della patria.
I giornalisti vengono selezionati a gruppi e condotti su luoghi dove si sono svolti i combattimenti solo dopo che essi si sono conclusi, e sono obbligati a firmare documenti in cui vi è l'obbligo di non scrivere alcuna informazione utile al nemico. I giornalisti del proprio paese sono privilegiati, mentre quelli con animo critico sono volontariamente allontanati.

## Figure famose

### William Russell
La nascita del giornalismo di guerra vero e proprio si ha con William Howard Russell, reporter irlandese del «Times» di Londra. Nel 1854, l'autorevole quotidiano inviò Russell in Crimea per seguire la guerra tra Inghilterra e Russia (1853-56). Era la prima volta che un giornale otteneva l'autorizzazione a inserire un proprio giornalista (quindi un civile) tra le truppe. Russell però dovette procurarsi da sé cibo e alloggio. Gli giovò il fatto che i militari non presero contromisure perché era la prima volta che vedevano un civile aggirarsi per il quartier generale. Non predisposero quindi nessuna censura all'operato del giornalista, anche se ben presto Russell divenne inviso ai vertici e fu spesso ostracizzato.
Il lavoro di Russell fu serio e meticoloso. Ogni giorno si aggirava tra le truppe, faceva interviste a chiunque gli capitasse a tiro (dai soldati agli ufficiali), raccoglieva dati di ogni genere ed era spesso disponibile ad aiutare l'esercito inglese. Gli articoli di Russell arrivavano in Inghilterra sotto forma di lettera (tra Crimea e Gran Bretagna non esisteva ancora collegamento telegrafico) e venivano pubblicati a distanza di giorni e dopo la revisione del suo direttore John Delane. La qualità che fece di Russell il primo giornalista di guerra, ma soprattutto uno dei migliori, fu la sua indipendenza di giudizio. Riuscì a raccontare i fatti da giornalista prima che da "inglese", cioè da cittadino di uno dei due Stati belligeranti. Egli infatti non mancò di criticare l'esercito del proprio paese per la disorganizzazione, la malasanità e le scelte tattiche degli ufficiali che, con coraggio, citò per nome nei propri articoli.
Gli articoli Russell riscossero un successo molto ampio tra i lettori. Il loro impatto sulla politica fu dirompente: le corrispondenze di Russell misero in così cattiva luce il governo che contribuirono a far cadere il primo ministro, Lord Aberdeen (6 febbraio 1855).

### Ferdinando Petruccelli della Gattina
Un rinnovatore del giornalismo ed un anticipatore del reportage all'americana è considerato Ferdinando Petruccelli della Gattina. Costretto all'esilio dal regime borbonico per le sue idee liberali e per aver partecipato ai moti del 1848, divenne giornalista per diverse testate europee come La Presse, Journal des débats, Indépendance Belge e The Daily News.
Fu corrispondente della seconda guerra di indipendenza (1859), seguendo le truppe di Napoleone III e, nel 1866 narrò le vicende della terza guerra di indipendenza. Era noto per i suoi articoli estremamente crudi ma, allo stesso tempo, coinvolgenti, tanto che Jules Claretie, accademico di Francia e redattore del Le Figaro, rimase stupefatto dal suo lavoro sulla battaglia di Custoza dicendo: «Nulla è più fantastico e più crudelmente vero di questo quadro d'agonia! Mai il reportage ha dato un'opera d'arte superiore, insieme di getto e definitiva».
Successivamente, fu cronista della guerra franco-prussiana (1870), raccontando gli eventi dalle barricate parigine e, dopo la caduta della Comune di Parigi, venne espulso dalla Francia su ordine di Adolphe Thiers (contro il quale rivolse parole mordenti) per aver preso le difese dei comunardi. Largamente apprezzato all'estero, Petruccelli della Gattina venne poco valutato in Italia, anzi da molti ostracizzato (in particolare dalle frange ecclesiastiche per via del suo marcato anticlericalismo), benché vi furono eccezioni come Luigi Capuana e Indro Montanelli, che lo definì il «più brillante giornalista italiano dell'Ottocento».

### Luigi Barzini
Luigi Barzini è stato uno dei migliori giornalisti italiani di guerra. Scoperto dall'allora direttore del Corriere della Sera Luigi Albertini quando era ancora molto giovane, Barzini salì alla ribalta per aver seguito la guerra russo-giapponese. Barzini fu il primo ad arrivare sul posto grazie a una fortuita intuizione. Nel 1904, infatti, trovandosi a parlare con un alto ufficiale giapponese, capì che la tensione tra Giappone e Russia era molto alta, e che la guerra tra le due nazioni era in procinto di iniziare. Già in questa occasione si intuiscono le grandi capacità di questo giornalista che riusciva a ricavare, grazie a dettagli apparentemente poco significanti, informazioni di immenso valore.
Barzini seguì in modo impeccabile le varie battaglie, nonostante le difficoltà per spostarsi da una parte all'altra. Lo fece con ogni mezzo a disposizione. Infatti, la guerra stessa iniziava ad avere cambiamenti. Se ai tempi di Russel seguire una battaglia era relativamente semplice in quanto la guerra di Crimea si svolgeva in un luogo circoscritto, le maggiori difficoltà per Barzini consistevano nel seguire le battaglie che si susseguivano per molti decine di km. Spesso Barzini rischiò la vita, sottolineando la potenza dei nuovi armamenti.
Barzini è stato il reporter che meglio di tutti ha seguito e raccontato questa guerra. Ci è riuscito grazie alle sue grandi capacità, sia giornalistiche che umane, e alla sua tenacia. Inoltre, oltre a lui, sono pochi i reporter italiani la cui fama ha superato i confini nazionali. Luigi Barzini, in quel periodo, era ammirato in tutto il mondo.

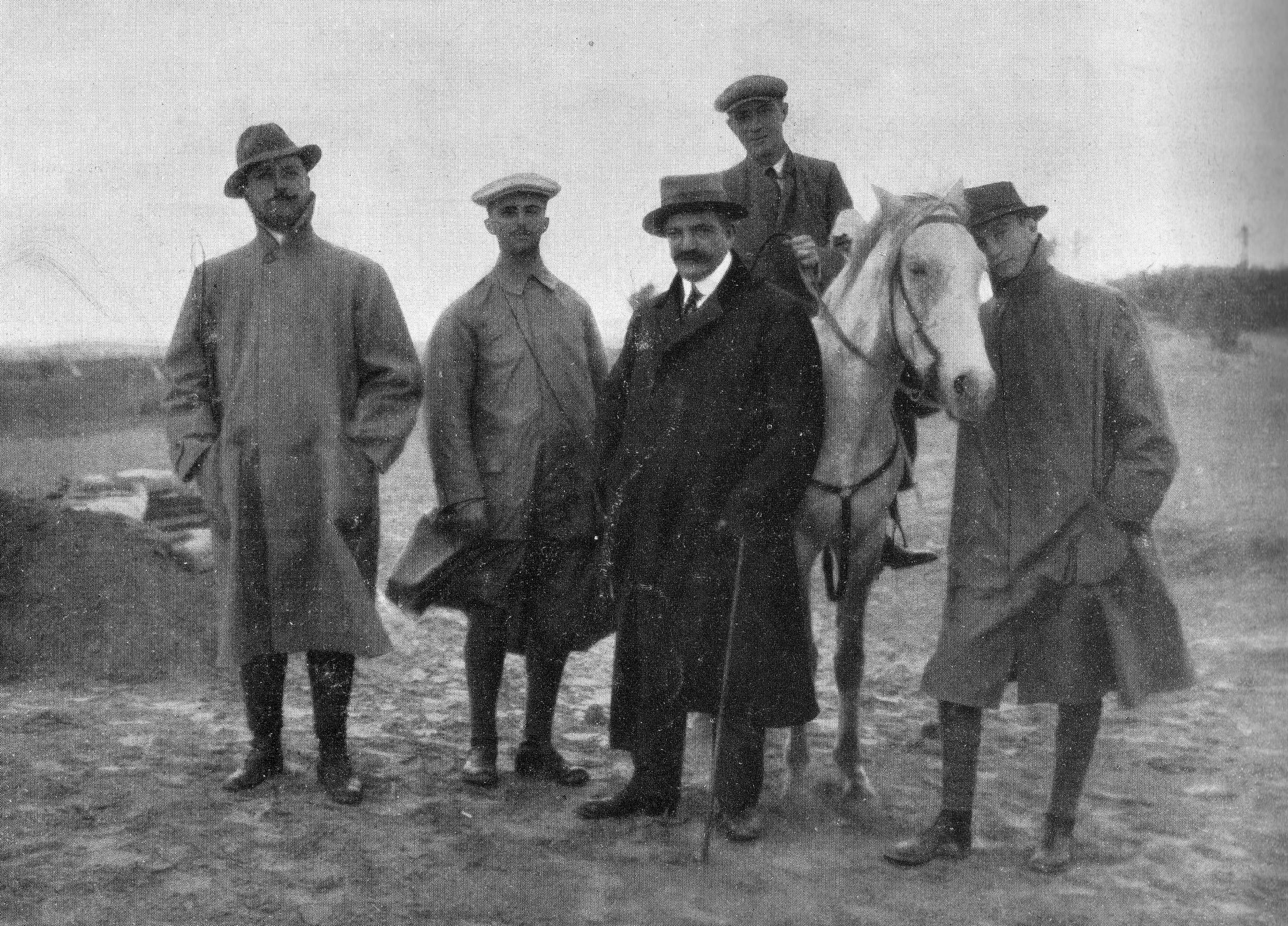
Inviati di guerra italiani durante la guerra italo-turca, da sinistra Filippo Tommaso Marinetti, Ezio Maria Gray, Jean Carrere, Enrico Corradini e G. Castellini